# Phaneromerium longipes
Phaneromerium longipes är en mångfotingart som beskrevs av Kraus 1954. Phaneromerium longipes ingår i släktet Phaneromerium och familjen Fuhrmannodesmidae. Inga underarter finns listade i Catalogue of Life.